# Blott en dag
Blott en dag (Nur ein Tag) ist ein schwedisches Lied, dessen Text 1865 von Lina Sandell-Berg verfasst und 1872 in leicht abgewandelter Form zu einer Melodie von Oscar Ahnfeldt gesungen wurde. Es handelt von der Hingabe eines gläubigen Menschen an Gott und wird besonders in Schweden häufig auf Beerdigungen gespielt. 
Die schwedische Sängerin und Grand Prix-Siegerin Carola Häggkvist nahm das Lied auf ihrem gleichnamigen Album 1998 auf.
Blott en dag wurde von Regisseur Bo Widerberg für seinen Film Schön ist die Jugendzeit sowie von Kim Ki-duk für seinen Film Bad Guy verwendet.

## Schwedischer Liedtext

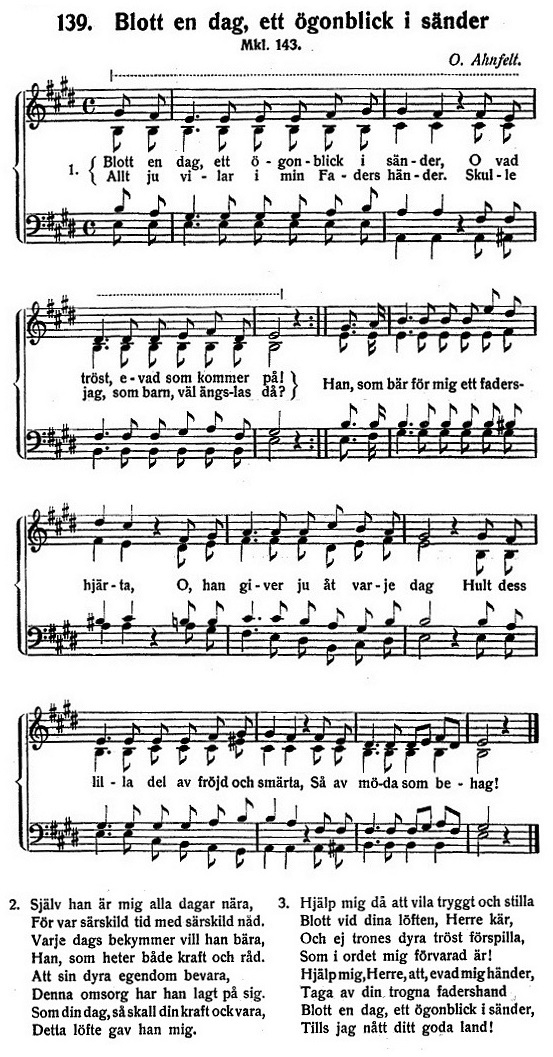
Auszug aus Svensk söndagsskolsångbok för hem, skolor och barngudstjänster, 1929

Blott en dag, ett ögonblick i sänder,
vilken tröst vad än som kommer på!
Allt ju vilar i min Faders händer,
skulle jag, som barn, väl ängslas då?
Han som bär för mig en Faders hjärta,
giver ju åt varje nyfödd dag
dess beskärda del av fröjd och smärta,
möda, vila och behag.
Själv han är mig alla dagar nära,
för var särskild tid med särskild nåd.
Varje dags bekymmer vill han bära,
han som heter både Kraft och Råd.
Att sin dyra egendom bevara,
denna omsorg har han lagt på sig.
”Som din dag, så skall din kraft ock vara,”
detta löfte gav han mig.
Hjälp mig då att vila tryggt och stilla
blott vid dina löften, Herre kär,
ej min tro och ej den tröst förspilla,
som i ordet mig förvarad är.
Hjälp mig, Herre, att vad helst mig händer,
taga ur din trogna fadershand
blott en dag, ett ögonblick i sänder,
tills jag nått det goda land.

## Englischer Liedtext
Day by day, and with each passing moment,
Strength I find to meet my trials here;
Trusting in my Father’s wise bestowment,
I’ve no cause for worry or for fear.
He, whose heart is kind beyond all measure,
Gives unto each day what He deems best,
Lovingly its part of pain and pleasure,
Mingling toil with peace and rest.
Every day the Lord Himself is near me,
With a special mercy for each hour;
All my cares He fain would bear and cheer me,
He whose name is Counsellor and Pow’r.
The protection of His child and treasure
Is a charge that on Himself He laid;
“As thy days, thy strength shall be in measure,”
This the pledge to me He made.
Help me then, in every tribulation,
So to trust Thy promises, O Lord,
That I lose not faith’s sweet consolation,
Offered me within Thy holy Word.
Help me, Lord, when toil and trouble meeting,
E’er to take, as from a father’s hand,
One by one, the days, the moments fleeting,
Till I reach the promised land.
(Übersetzung von Andrew L. Skoog)